# Renault Talisman
Renault Talisman — це автомобілі середнього класу (Клас D), що виробляються концерном Renault з 2015 року та прийшов на заміну Renault Laguna і Renault Latitude. Дебют моделі в мережі Інтернет відбувся в липні 2015 року. Широкій громадськості автомобіль показали у вересні того ж року у Франкфурті.
Ім'я Talisman компанія Renault використовує з 2012 року, але раніше так називався перейменований для китайського ринку Samsung SM7.

## Опис

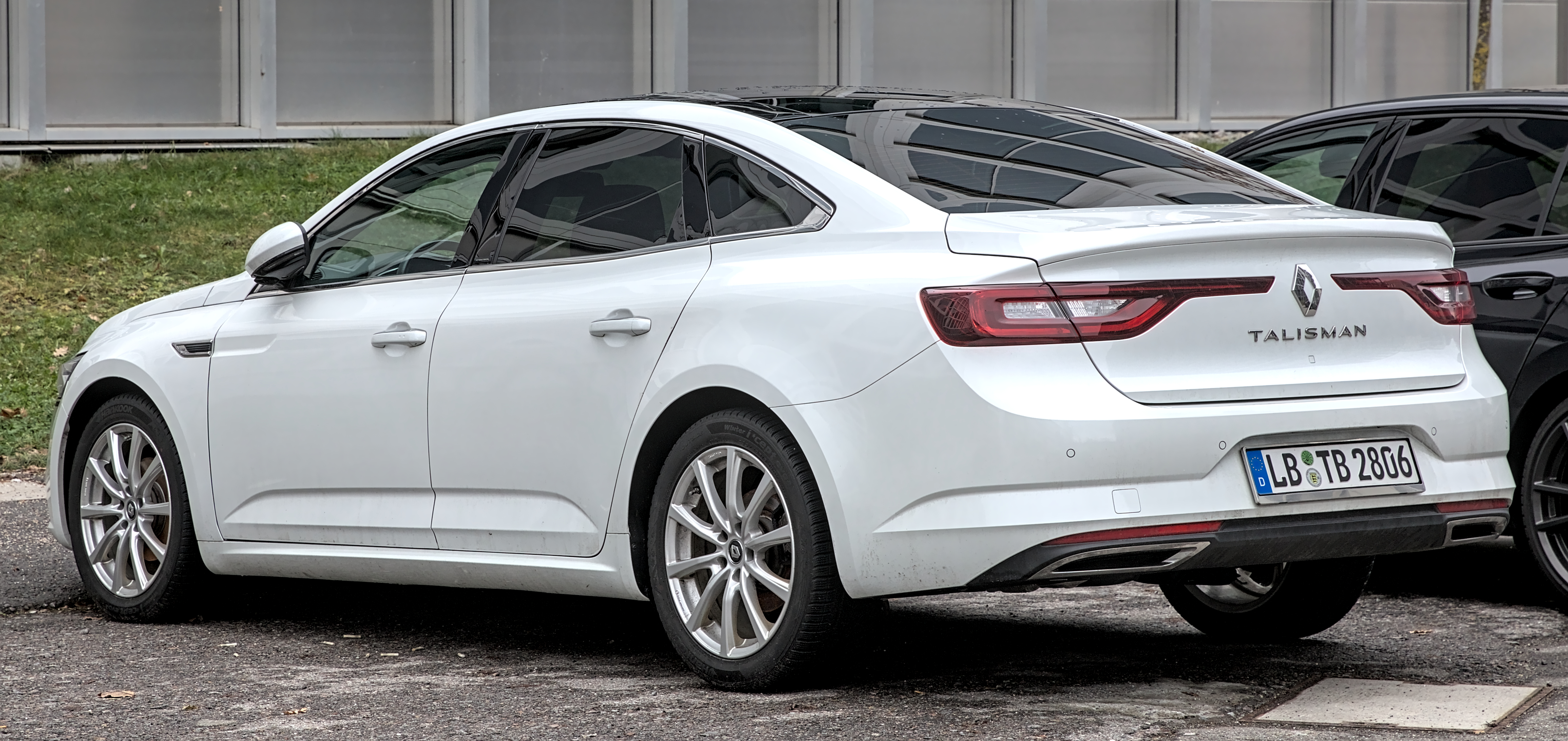
Renault Talisman

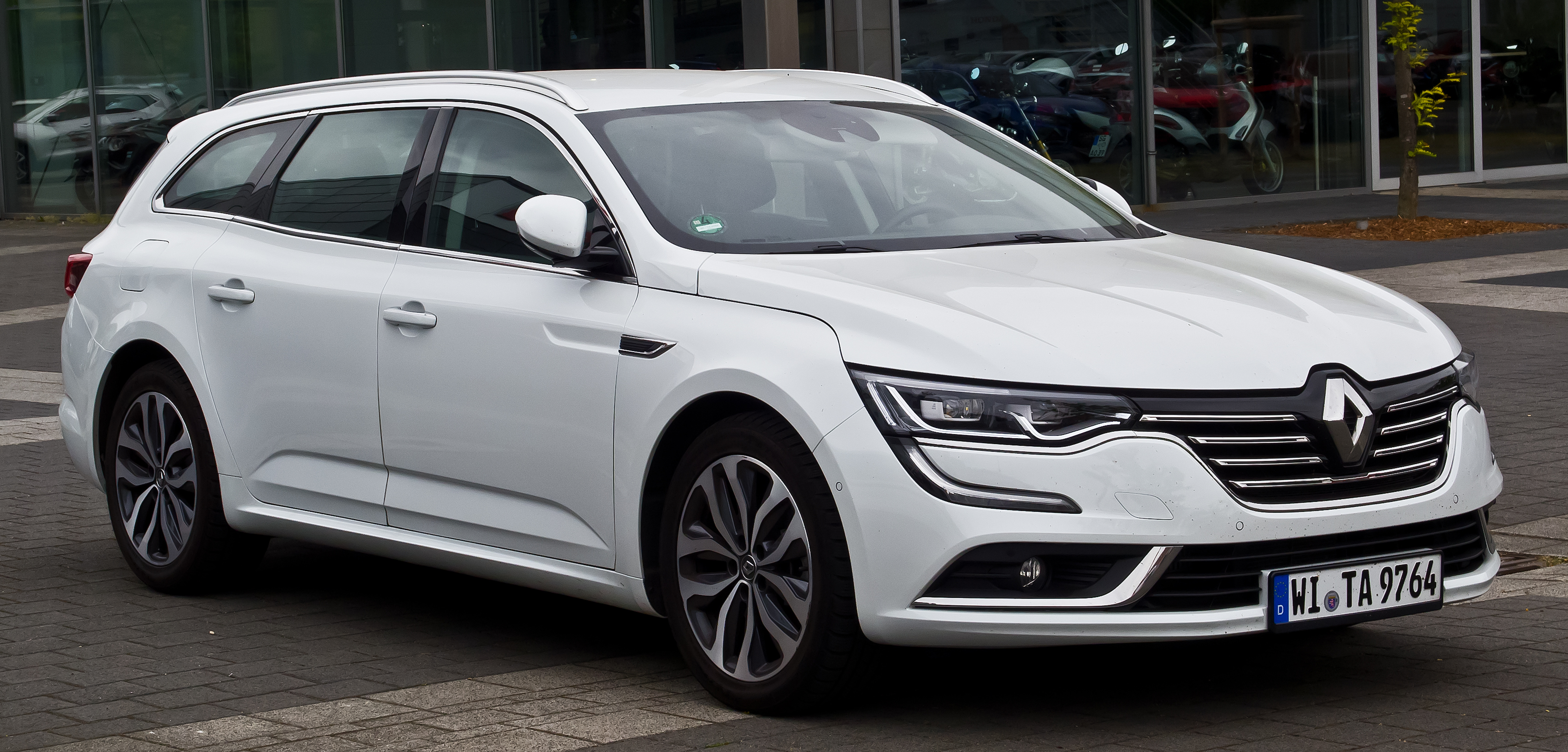
Renault Talisman Grandtour

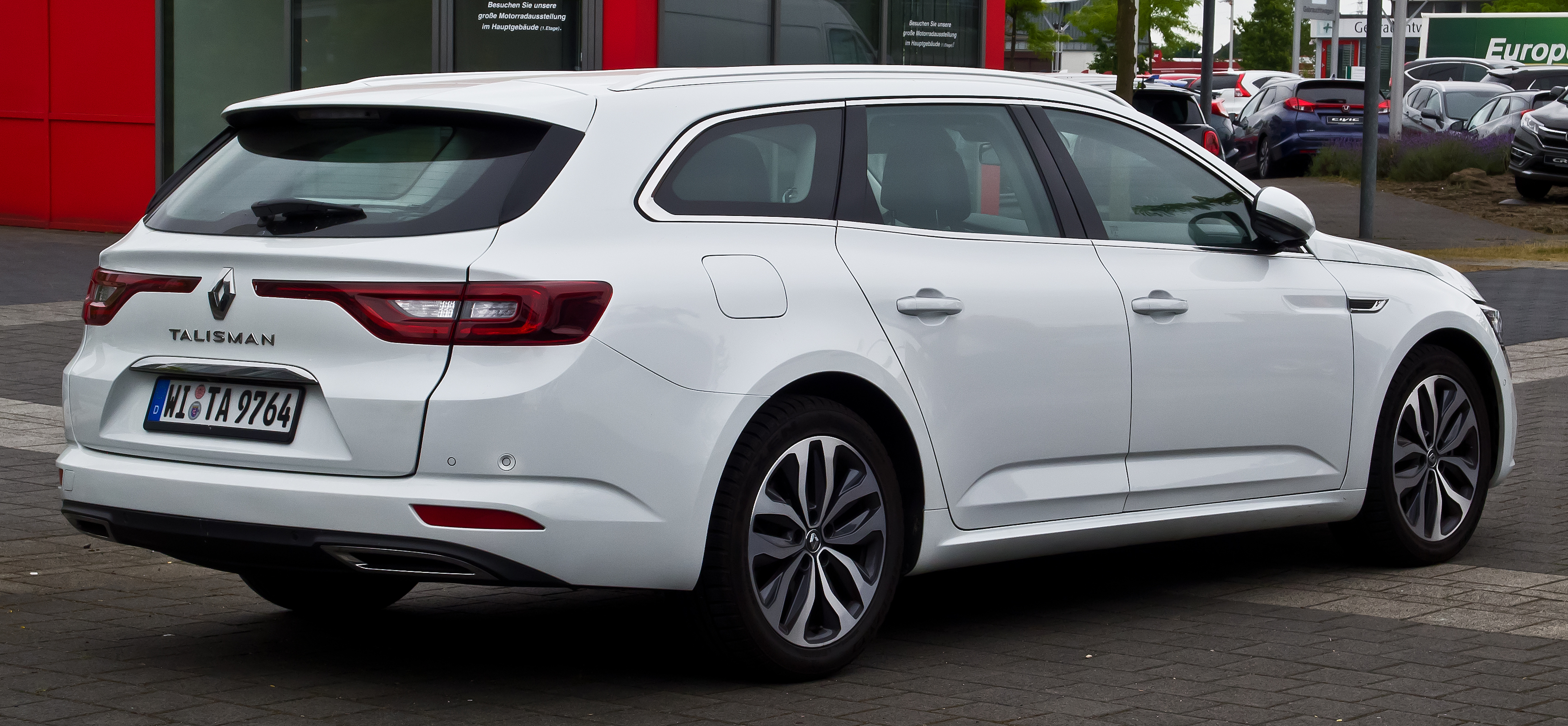
Renault Talisman Grandtour

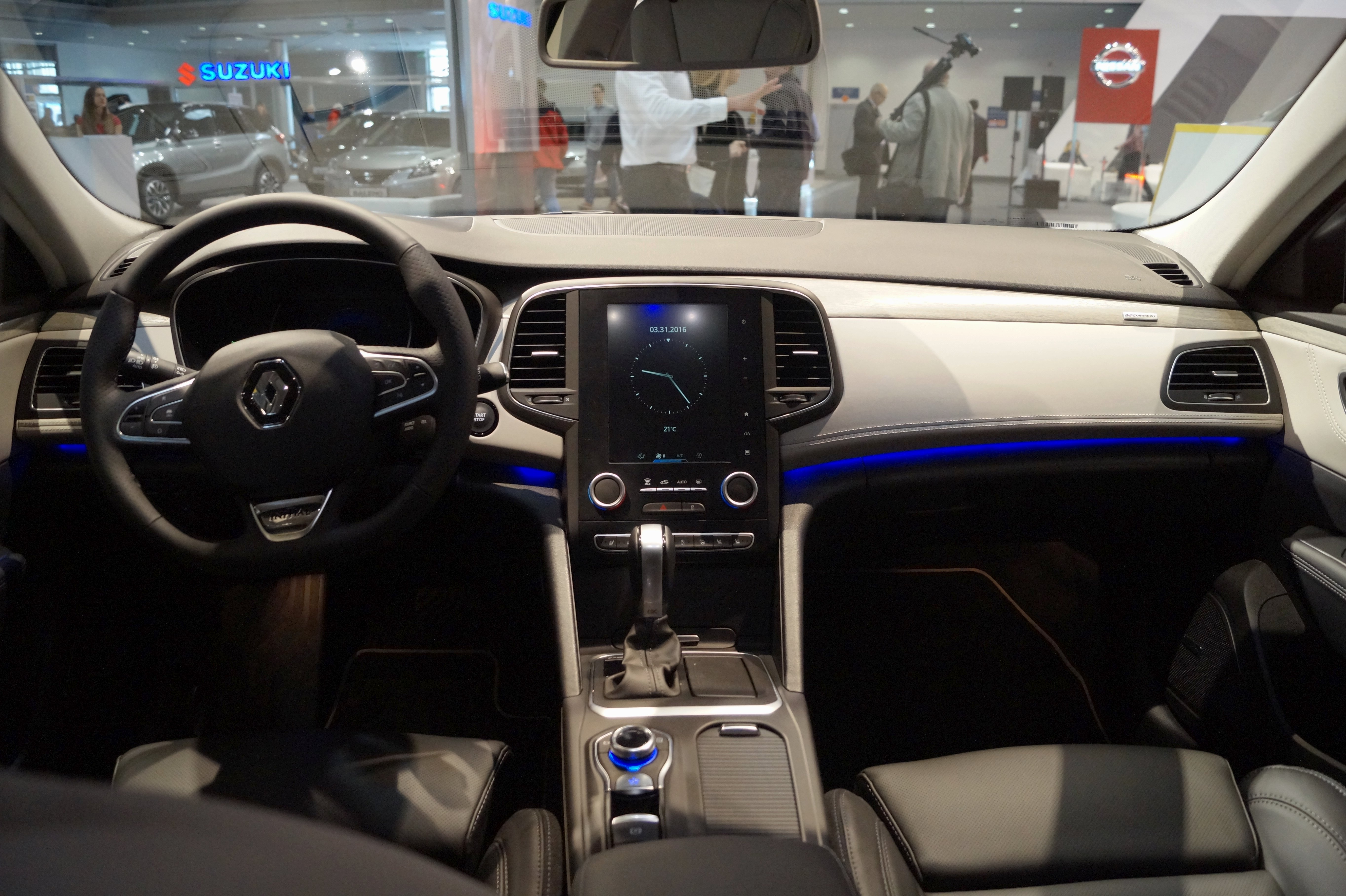
Салон Renault Talisman

Автомобіль побудований на новій модульній платформі CMF1, розробленій спільно з компанією Nissan. Автомобіль отримав повнокероване шасі 4Control. В Південній Кореї автомобіль називається Renault Samsung SM6. Передня підвіска McPherson, задня напів жорстка вісь з додатковою системою активної підвіски. Гальма — дискові на обох осях.
Моторна гамма Renault Talisman включає в бензинові двигуни Energy TCe 150 і Energy TCe 200, що працюють в парі з 7-ступінчастим преселективним «роботом», та дизелі — Energy dCi 110 і Energy dCi 130, пов'язані з 6-ступінчастою «механікою» або 7-ступінчастим «роботом», а також Energy dCi 160 Twin Turbo, пропонований тільки з 6-ступінчастою роботизованою коробкою передач.
Рено Талісман пропонує п'ять варіантів комплектацій, верхня з яких має оббивку сидінь шкірою Наппа, наявність унікальних килимків і шильдиков, оригінальною ключ-карти, особливих колісних дисків, аудіосистеми з тривимірним звучанням марки Bose з 13 динаміками і багато інше. Але і власники версій простіше отримають чимало. Наприклад. Мультимедійну систему R-Link 2 з дисплеєм діагоналлю 4,2 або 8,7 дюйма і системою розпізнавання мови, крісла з пам'яттю, підігрівом і масажем, а також родзинку моделі — систему Renault Multi-Sense, що настроюється через екран мультимедіа. Вона регулює роботу повнокерованим шасі 4Control, адаптивних амортизаторів, рульового управління, двигуна і трансмісії.
Назва версій:
- Life
- Zen
- Business
- Intens
- Initiale Paris

### Двигуни
Бензинові:
- 1.3 L H5Ht I4 16v turbo 160 к.с.
- 1.6 L M5Mt I4 16v turbo 150 к.с.
- 1.6 L M5Mt I4 16v turbo 200 к.с.
- 1.8 L M5Pt I4 16v turbo 225 к.с.
- 2.0 L M5R I4 16v

LPG:
- 2.0 L LPe I4

Дизельні:
- 1.5 L Energy dCi I4 8v 110 ECO2 110 к.с.
- 1.6 L Energy dCi I4 16v 130 130 к.с.
- 1.6 L Energy dCi I4 16v 130 EDC6 130 к.с.
- 1.6 L Energy dCi I4 16v 160 EDC6 160 к.с.
- 1.7 L Blue dCi I4 8v 120 120 к.с.
- 1.7 L Blue dCi I4 8v 150 150 к.с.
- 2.0 L Blue dCi I4 16v 160 EDC 160 к.с.
- 2.0 L Blue dCi I4 16v 200 EDC 200 к.с.

## Продажі
|                      | 2022 | 2021   | 2020   | 2019   | 2018   | 2017   | 2016    | 2015 | 2014 | Всього  |
| -------------------- | ---- | ------ | ------ | ------ | ------ | ------ | ------- | ---- | ---- | ------- |
| Talisman (універсал) |      | 1767   | 3876   | 7013   | 9760   | 14646  | 25081   | 5540 | 25   | 67 708  |
| Talisman (седан)     |      | 1913   | 4639   | 8003   | 9140   | 14892  | 21260   | 106  | 0    | 59 953  |
| SM6                  |      | 6363   | 8527   | 16263  | 24800  | 39389  | 57478   | 0    | 0    | 152 820 |
| Всього               |      | 10 043 | 17 042 | 31 279 | 43 700 | 68 927 | 103 819 | 5646 | 25   | 280 481 |